# サン・マンゴ・ピエモンテ
サン・マンゴ・ピエモンテ（伊: San Mango Piemonte）は、イタリア共和国カンパニア州サレルノ県にある、人口約2,700人の基礎自治体（コムーネ）。

## 地理

### 位置・広がり

#### 隣接コムーネ
隣接するコムーネは以下の通り。
- カスティリオーネ・デル・ジェノヴェージ
- サレルノ
- サン・チプリアーノ・ピチェンティーノ

## 行政

### 分離集落
サン・マンゴ・ピエモンテには、以下の分離集落（フラツィオーネ）がある。
- Monticelli, Piedimonte, Procuoio, Trinità, Chiusa, Casa Calce, Roscigno